# Nicrophorus encaustus
Nicrophorus encaustus là một loài bọ cánh cứng trong họ Silphidae được miêu tả bởi Les Hydrethus Fairmaire in 1896.